# Куба (богиня)

Ку́ба (лат. Cuba, від cubare — «лежати», «спати») — богиня у давньоримській релігії, яка опікувалася сном немовлят та їхнім перебуванням у ліжечку. Належить до групи функціональних нуменів — вузькоспеціалізованих божеств, що супроводжували окремі життєві процеси людини.

## Функція та значення
Куба захищала дітей, коли вони лежали або спали у своїх колисках. Її ім’я походить від латинського дієслова cubare — «лежати», «спати». Римляни вважали, що правильний сон дитини має божественне заступництво, й тому закликали Кубу під час перших днів життя немовляти.
Це божество тісно пов’язане з такими фігурами, як Опіканус (наглядає за дитиною), Фабулін (відповідає за перші слова), Ватіканус (перший крик новонародженого) та Домідука (повернення додому).

## Згадки у джерелах
Августин Блаженний у De Civitate Dei (Про Град Божий), книга VI, розділ 9, згадує Кубу як приклад надмірної деталізації у римському політеїзмі. Він наводить її поряд із десятками подібних божеств, які відповідали за вузькі аспекти життя:
«...І є Куба, щоб дитина могла добре лежати у своєму ліжечку...»
Варрон також включав Кубу до своїх списків indigitamenta — молитовних переліків богів, яких викликали для конкретної мети.

## Культурний контекст
Куба була частиною домашнього релігійного культу у давньому Римі. Їй не будували храмів, але їй жертвували в межах приватного домашнього вшанування. Подібно до інших нуменів дитинства, культ Куби зник із приходом християнства, але зберігся у текстах античних авторів.